# Obuti maček (risana serija)
Obuti maček (japonsko ファンタジーアドベンチャー 長靴をはいた猫の冒険 Fantasy Adventure: Nagagutsu-o haita neko-no Boken), je japonski anime iz leta 1992 japonskega studia Enoki Films. Serija temelji na istoimenski zgodbi Charlesa Perraulta. V Sloveniji je bil predvajan leta 2002.

## Zgodba
Zgodba nam predstavi mlinarjevega sina Marka, ki po smrti svojega očeta podeduje črnega mačka Petra. Potem ko slednji obuje čarobne škornje, dobi človeške lastnosti in sposobnost govora.
Tako kot maček v izvirni zgodbi Peter iz Marka napravi bogatega markiza. Kralj mu ponudi roko svoje hčere Sare, ki jo Marko sprva zavrne in z občutkom krivde pojasni, da on v bistvu ni markiz. Ko ga kralj že namerava kaznovati, mu njegova hči pove, da je Marka večkrat opazovala, kako je skrbel za svojega oslabljenega očeta ter da se kljub temu, da Marko ni markiz, z njim želi poročiti. Kralj privoli in kmalu sledi poroka. Nanjo so povabljene vse vile v deželi. Vilinec Pepi, ki je bil odgovoren za povabilo Zlobne vile, med potjo izgubi pismo. Ko Zlobna vila izve o poroki, se nemudoma pojavi na kraju praznovanja. Princeso Saro uroči s stoletnim spanjem in nato spet izgine. Ko se izve, zakaj vila ni prejela vabila, je Pepi za kazen začaran v miš.
Peter, Marko in Pepi Zlobno vilo iščejo skozi vso risano serijo. Epizode temeljijo na pravljicah in legendah različnih kultur.

## Seznam epizod
| Št. | Slovenski naslov                           | Japonski naslov             | Literarna predloga         | Premierno predvajanje (Slovenija) |
| --- | ------------------------------------------ | --------------------------- | -------------------------- | --------------------------------- |
| 01  | Obuti maček                                | 長靴をはいた猫の誕生        | Obuti maček                | 2. november 2002                  |
| 02  | Maščevanje zlobne vile                     | 祝福は百年の眠り            | Trnjulčica                 | 3. november 2002                  |
| 03  |                                            | ガラスの靴のワルツ          | Pepelka                    |                                   |
| 04  |                                            | 毒リンゴを食べないで!!      | Sneguljčica                |                                   |
| 05  |                                            | 人魚の海・七色の海          | Mala morska deklica        |                                   |
| 06  |                                            | クスト、デザイナーになる?!  |                            |                                   |
| 07  |                                            | 奪われた魔法のランプ        | Aladinova čudežna svetilka |                                   |
| 08  |                                            | 合い言葉は開けゴマ?!        | Alibaba in 40 razbojnikov  |                                   |
| 09  |                                            | 雲までのぼれ魔法の木        | Jakec in fižolovo steblo   |                                   |
| 10  |                                            | 走れ!!友情を賭けて          |                            |                                   |
| 11  |                                            | ラ・マンチャの夢騎士        | Don Kihot                  |                                   |
| 12  |                                            | くしゃみ三回・死の予言      |                            |                                   |
| 13  |                                            | 湖に舞う恋の行方?           | Labodje jezero             |                                   |
| 14  |                                            | ある日突然、王子様?!        |                            |                                   |
| 15  | Kotel mladosti                             | イワンと魔法の子馬          | Ivan in čarobni konjiček   | 9. november 2002                  |
| 16  | Skrivnostne gosli                          | ふしぎなふしぎなバイオリン  | Čarobne gosli              | 10. november 2002                 |
| 17  | Kdo je snežna kraljica?                    | 氷の国の魔女                | Snežna kraljica            | 16. november 2002                 |
| 18  | Pozdravljena, Janko in Metka               | 森の中のお菓子の家          | Janko in Metka             | 17. novmember 2002                |
| 19  | Zadeni jabolko, William Tell               | 放たれた正義の矢            | William Tell               | 23. november 2002                 |
| 20  | Gospod, oslovska ušesa imate               | びっくり仰天!!王様の耳      |                            | 24. november 2002                 |
| 21  | Najhujša nevesta v zgodovini               | 史上サイテーの花嫁?!        |                            | 30. november 2002                 |
| 22  | Sanjal bom s tabo, deklica z vžigalicami   | 題名は「マッチ売りの少女」  | Deklica z vžigalicami      | 1. december 2002                  |
| 23  | Smo pa res prebrisani                      | 動物言葉でしゃべれたら?!    |                            | 7. december 2002                  |
| 24  | Ne bojim se vampirjev                      | 吸血鬼にされたピエール!     | Drakula                    | 8. december 2002                  |
| 25  | Fant, ki je bil boljši od treh mušketirjev | あこがれの三銃士            | Trije mušketirji           | 14. december 2002                 |
| 26  | Zbudi se, princesa Sara                    | ザキル発見!サーラ姫のめざめ | Trnjulčica                 | 15. december 2002                 |

## Slovenska sinhronizacija
V Sloveniji je bil anime predvajan leta 2002 na programu POP TV v otroškem programu Ringa-raja. Sinhronizacijo in tehnično obdelavo je uredila Videoprodukcija Kregar.

### Distribucija
Za distribucijo kaset in DVDjev je poskrbel Videoart.
- Obuti maček (videokaseta, 2003)[11]
- Zgodbice Obutega mačka 1 (DVD, 2005)[12][13]
- Zgodbice Obutega mačka 2 (DVD, 2007 ali 2008)[14]